# Riserva naturale Lago di Villa
La riserva naturale Lago di Villa (Réserve naturelle du lac de Ville in francese) è una zona umida della Valle d'Aosta collocata nel comune di Challand-Saint-Victor, riconosciuta come riserva naturale e come sito di interesse comunitario (codice IT1203050) per i suoi aspetti faunistici, floristici e vegetazionali.

## Territorio

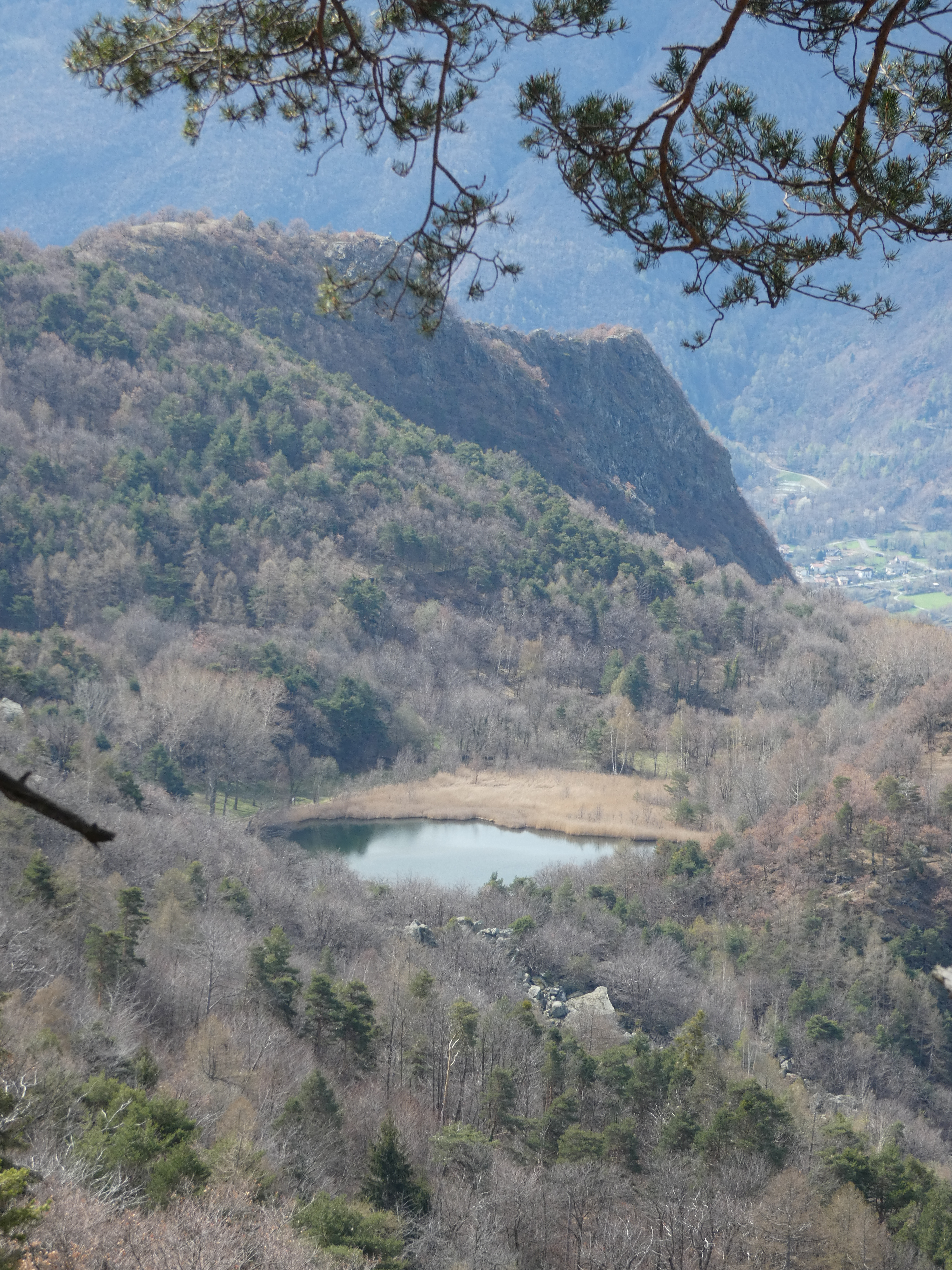
La riserva dall'alto

L'area protetta è situata non lontano dallo sbocco della Val d'Ayas sul solco principale della Valle d'Aosta. Il lago che le dà il nome occupa il centro di una boscosa conca di origine glaciale dominata a sud dal Mont de Saint-Gilles (967 m s.l.m. La quota dell'area protetta varia tra. L'altitudine del sito è compresa tra un minimo di 810 e un massimo di 980 m s.l.m.).
Il sito occupa nel suo complesso una superficie di 27 ha.

## Flora e vegetazione
Tra le specie vegetali la cui presenza ha determinato la designazione a SIC del Lago di Villa può essere ricordata Carice tomentosa, che cresce sulle rive e nelle acque basse del lago assieme ad altre specie di giunchi e carici. Più lontano dalla riva si possono trovare la ninfea bianca e il poligono anfibio e boschetti di essenze arboree igrofile; la conca è circondata da estesi boschi dove predominano la roverella e il pino silvestre.

## Fauna

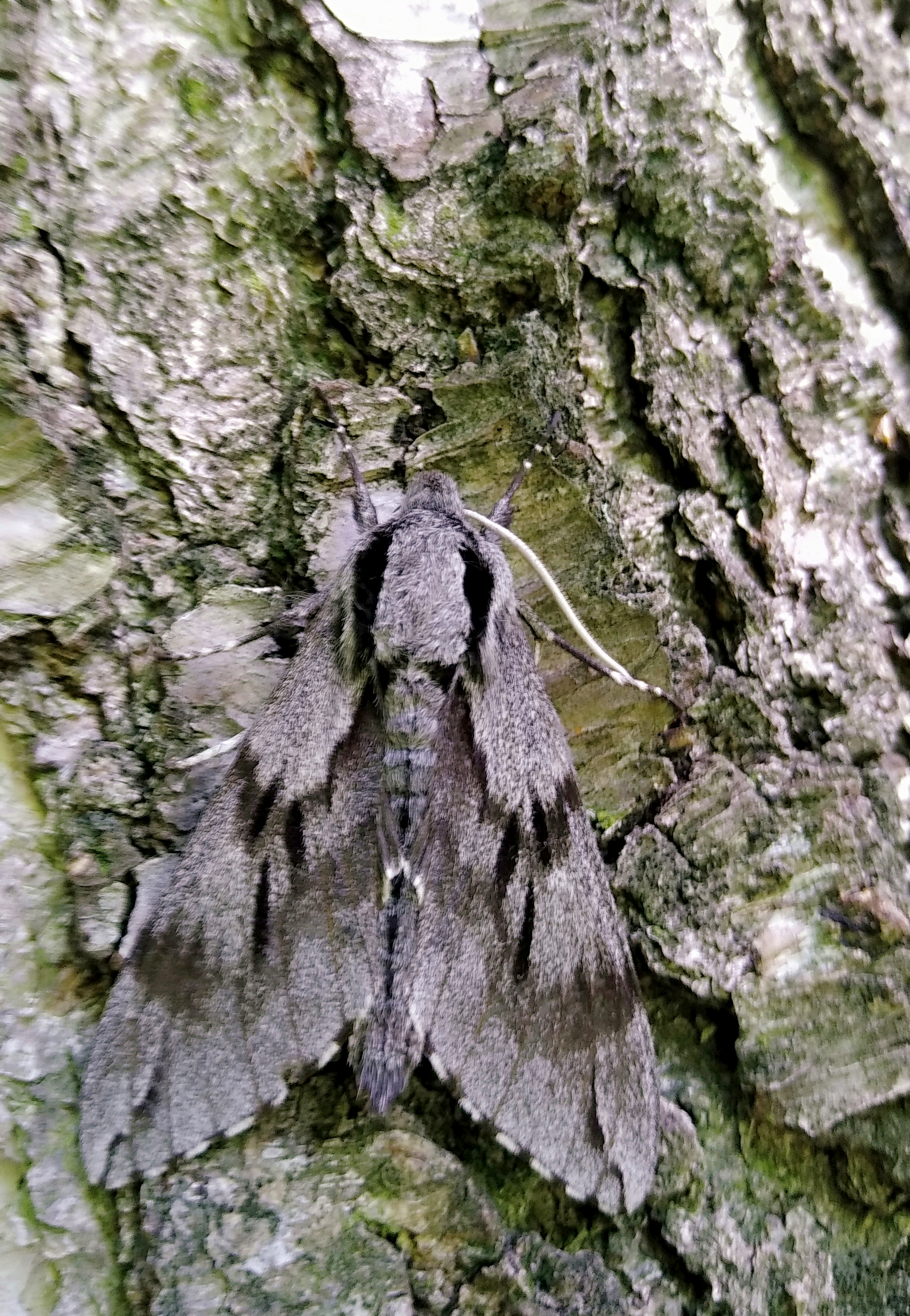
Un esemplare di Sphinx pinastri su un tronco di betulla

Il lago di Villa è particolarmente importante da un punto di vista conservazionistico perché costituisce un sito riproduttivo per numerose specie di anfibi.

## Attività
Il lago può essere facilmente raggiunto a piedi posteggiando l'auto in uno dei due posteggi situati a pochi minuti di cammino dalla sponda orientale. Un percorso a ridotta pendenza facilita l'accesso per i disabili. Sono inoltre presenti altri vari facili percorsi escursionistici illustrati con pannelli didattici, uno dei quali permette di visitare le rovine del castello di Villa, situate non lontane dal lago in una panoramica posizione che domina tutta la bassa val d'Ayas. Il lago è stato riconosciuto in data 20 dicembre 2012 come "Meraviglia Italiana".

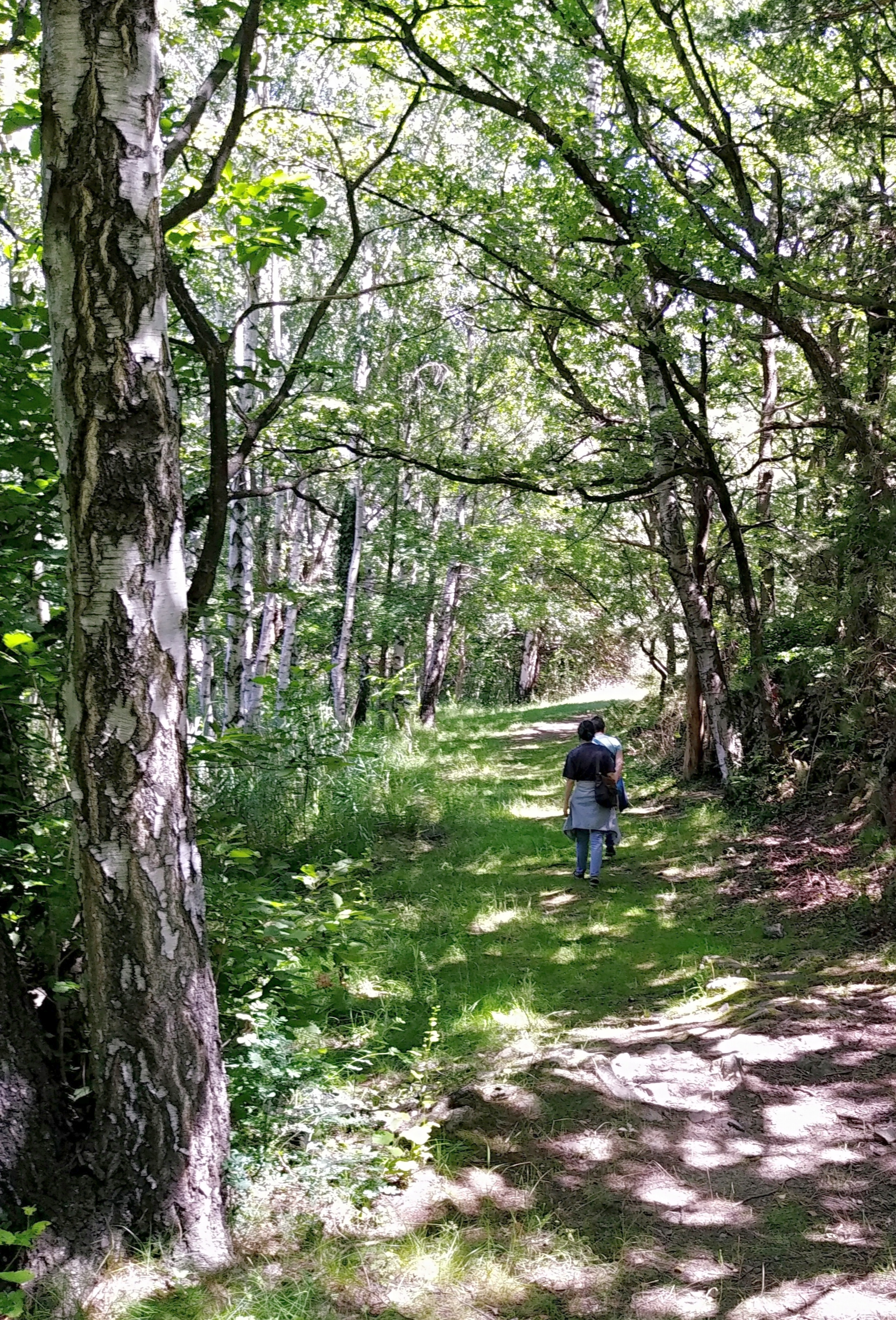
Stradina pedonale presso la sponda del lago
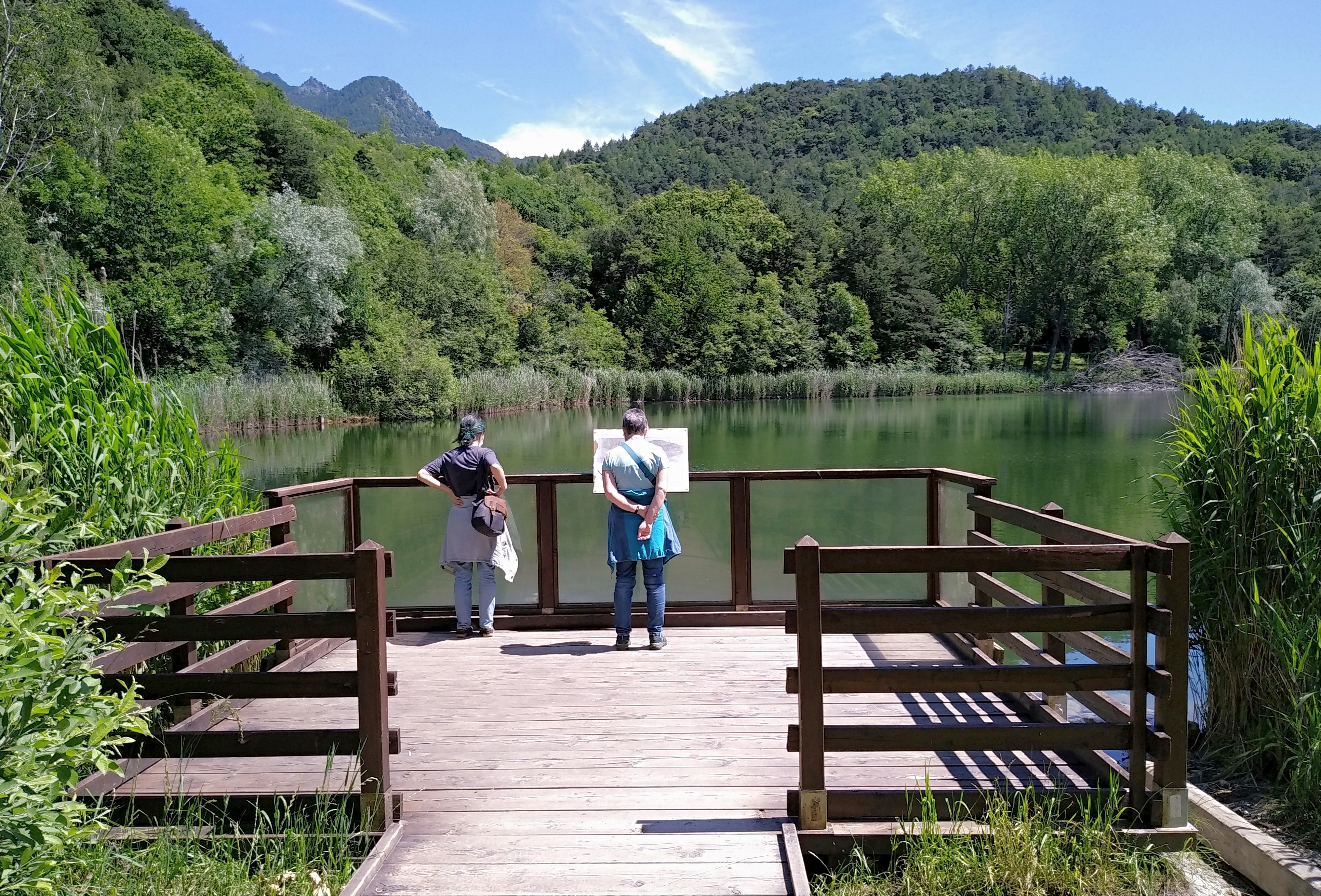
Un piccolo imbarcadero, sullo sfondo il mont de Saint-Gilles.
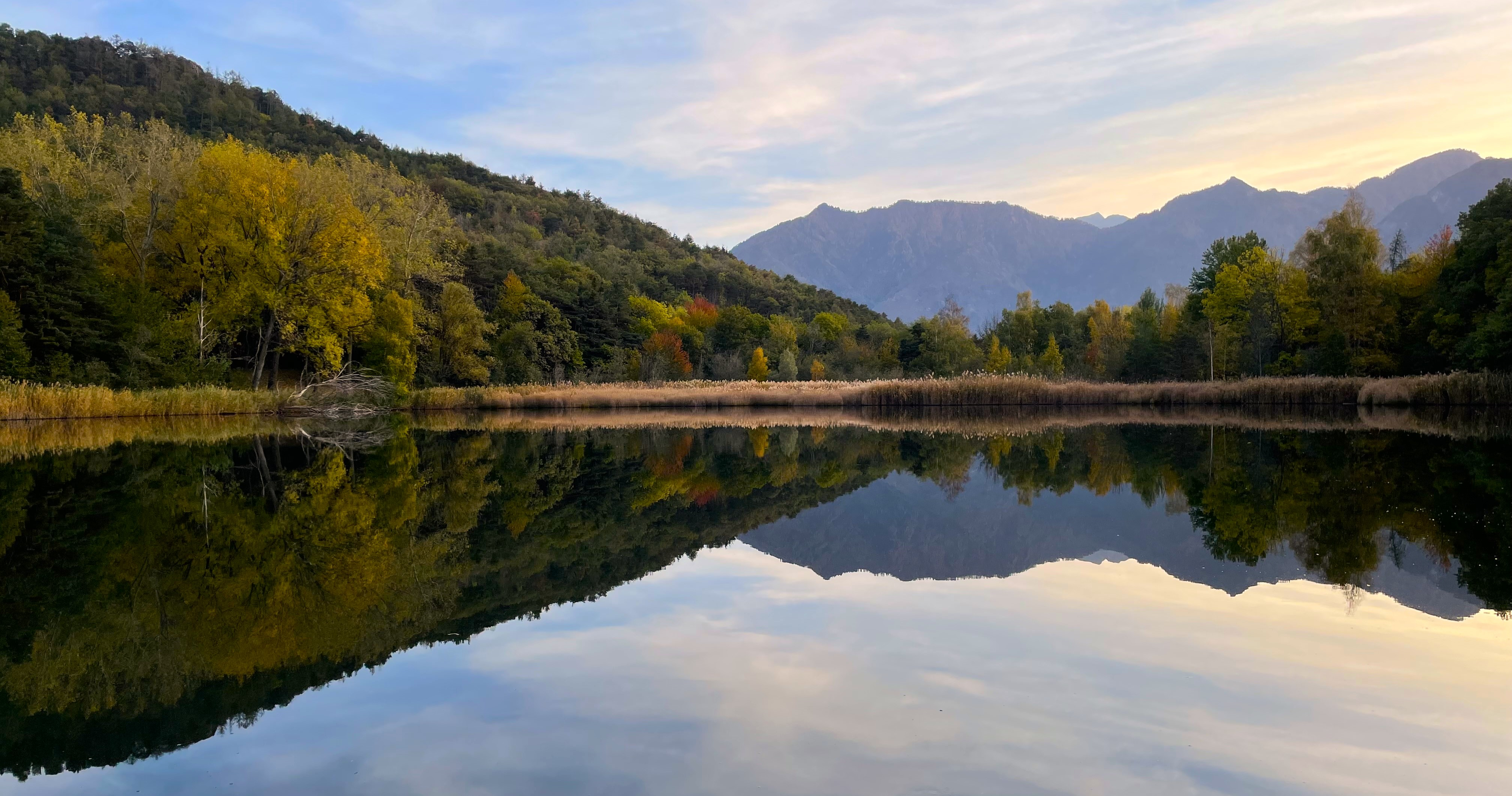
Il lago
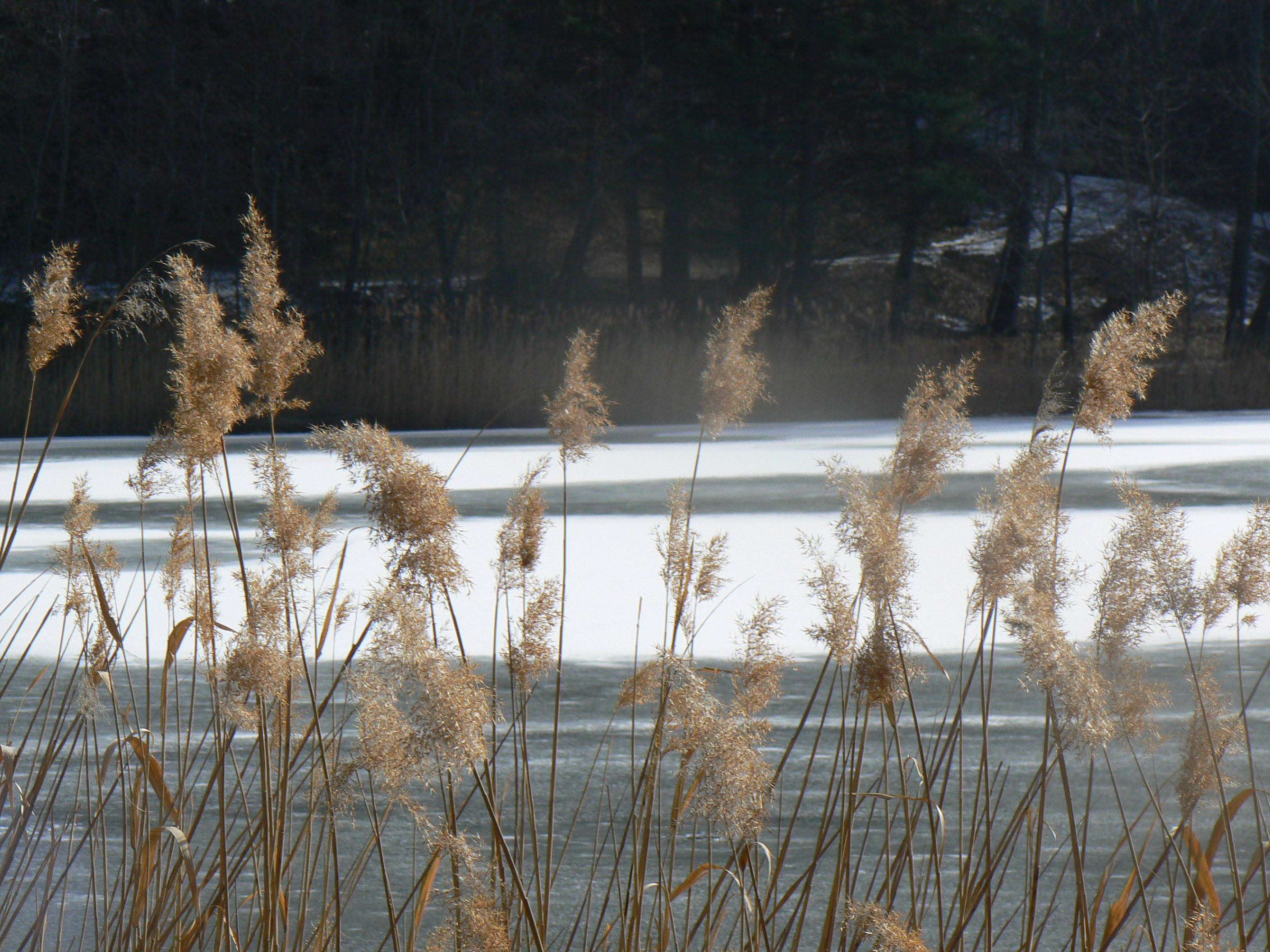
vegetazione in inverno